# أشنار
أشنار هي قرية في مقاطعة ميانة، إيران. عدد سكان هذه القرية هو 558 في سنة 2006.